# Anna de la Gran Bretanya
Anna de Gran Bretanya i Irlanda (Londres, 1665 - 1 d'agost de 1714) fou reina de Gran Bretanya i Irlanda des de l'any 1701 fins a la seva mort el 1714. Fou l'última sobirana de la Casa dels Stuart, ja que a la seva mort sense descendència la corona recaigué en un príncep de la casa dels Hannover.
Nascuda a Londres el dia 6 de febrer de 1665, era filla del rei Jaume II d'Anglaterra i de lady Anna Hyde. Anna era neta per via paterna del rei Carles I d'Anglaterra i de la princesa Enriqueta de França; per via materna ho era d'Eduard Hyde i de lady Frances Aylesbury.
El dia 28 de juliol del 1683 contragué matrimoni amb el príncep Jordi de Dinamarca al Palau de Saint James de Londres. Jordi era fill del rei Frederic III de Dinamarca i de la duquessa Sofia Amàlia de Brunsvic-Lüneburg i, com a príncep d'un país protestant, fou considerat un espòs ideal per a una princesa britànica. La parella tingué dinou fills, cap dels quals sobrevisqué els seus pares i dels quals només un passà dels dos anys de vida:
- SAR el príncep Guillem d'Anglaterra, nat a Londres el 1689 i mort el 1700.

Va succeir el seu cunyat, el rei Guillem, quan aquest va morir el 1702 i fou coronada el dia de sant Jordi. Durant el seu regnat es produí la unió entre el regne d'Anglaterra i el regne d'Escòcia per formar el Regne Unit de la Gran Bretanya. Encara que era molt religiosa i els seus punts de vista coincidien amb els del Partit Tory, Anna va tenir com a consellera la seva amiga Sarah Churchill, que era membre del Partit Whig i va acceptar que el seu país participés en la Guerra de Successió Espanyola en suport del bàndol austriacista. El 1708 es va enemistar amb aquesta dama i va fomentar la relació amb Abigail Masham, Baronesa Masham (de soltera Hill), una dama de caràcter submís que li donava la raó en tot.
Va morir l'1 d'agost del 1714 després de mesos de malaltia. Anna fou sepultada al costat del seu marit i fills, en una capella de l'Abadia de Westminster. La següent en la successió, Sofia havia mort el 28 de maig d'aquell any, i el tron va passar al seu fill, Jordi de Hannover, segons l'establert a la llei de successió del 1701.